# Acystia
Acystia – wada wrodzona polegająca na całkowitym niewykształceniu się pęcherza moczowego.